# Elian Lehto
Elian Lehto (2 giugno 2000) è uno sciatore alpino finlandese.

## Biografia
Sciatore polivalente attivo dal novembre del 2016, Lehto ha esordito in Coppa Europa il 4 dicembre 2018 a Funäsdalen in slalom gigante (27º), in Coppa del Mondo il 19 dicembre dello stesso anno a Saalbach-Hinterglemm nella medesima specialità, senza completare la prova, e ai Campionati mondiali a Åre 2019, senza completare lo slalom gigante. Ha conquistato il primo podio in Coppa Europa il 6 gennaio 2023 a Wengen in supergigante (3º) e ai successivi Mondiali di Courchevel/Méribel 2023 si è classificato 25º nella discesa libera, 22º nel supergigante e non ha completato la combinata; ai Mondiali di Saalbach-Hinterglemm 2025 si è piazzato 14º nella discesa libera e 26º nel supergigante. Non ha preso parte a rassegne olimpiche. 

## Palmarès

### Coppa del Mondo
- Miglior piazzamento in classifica generale: 69º nel 2024

### Coppa Europa
- Miglior piazzamento in classifica generale: 44º nel 2023
- 2 podi:
  - 2 terzi posti

### Campionati finlandesi
- 9 medaglie:
  - 3 ori (supergigante nel 2019; slalom gigante nel 2022; discesa libera nel 2023)
  - 4 argenti (discesa libera nel 2019; slalom gigante nel 2021; discesa libera, supergigante nel 2022)
  - 2 bronzi (discesa libera nel 2018; slalom gigante nel 2019)